# De Kuil (Texel)
De Kuil is een polder en buurtschap in de gemeente Texel in de provincie Noord-Holland.

## Geschiedenis
De Kuil ontstond als baai aan het Marsdiep langs het waddeneiland Texel. Het Marsdiep zelf ontstond vermoedelijk in de loop van de twaalfde eeuw. Daarna vormde zich een baai die enige tijd voor de scheepvaart en de visserij van belang. Deze baai verzandde, werd in 1378 ingedijkt en staat thans als De Naal bekend.
Daarna ontstond door verheling, een proces van aan land vastgroeiende zandbanken, iets zuidelijker een nieuwe baai. Deze vormde zich rond 1390 en werd De Cule genoemd. Het was een ankerplaats voor schepen die schuilden voor een storm of wachtten op gunstige omstandigheden om uit te zeilen. In die zin was het een voorloper van de Rede van Texel en De Cule was belangrijker voor de scheepvaart dan De Naal was geweest. In 1396 verzamelde graaf Albrecht van Holland in De Cule zijn vloot, waarmee hij zou trachten Friesland te veroveren.
Door verzanding verloor de baai zijn nut en hij werd in twee fasen ingepolderd. In 1436 werd de huidige polder De Kuil (ook wel Binnenkuil genoemd) door Maarten Adriaensz bedijkt, nadat gravin Margaretha van Bourgondië er middels een handvest in 1426 toestemming voor had verleend. In 1496 werd het tweede deel, de Buitenkuil, ingepolderd. Deze polder heet tegenwoordig het Hoornder Nieuwland.
Dorpen en gehuchten: 't Horntje · De Cocksdorp · De Koog · De Waal · Den Burg · Den Hoorn · Oosterend · Oudeschild

Buurtschappen: Bargen · Burger Nieuwland · De Kuil · De Naal ·  De Nes · De Westen · Dijkmanshuizen · Driehuizen · Harkebuurt · Het Noorden · Midden-Eierland · Molenbuurt · Nieuweschild · Noord Haffel · Noorderbuurt · Ongeren · Oost · Spang · Spijkdorp · Tienhoven · Westergeest · Westermient · Zevenhuizen · Zuid-Eierland · Zuid Haffel

Noord-Holland: Steden en dorpen in Noord-Holland      Nederland: Provincies · Gemeenten